# Parque estatal Morro do Diabo

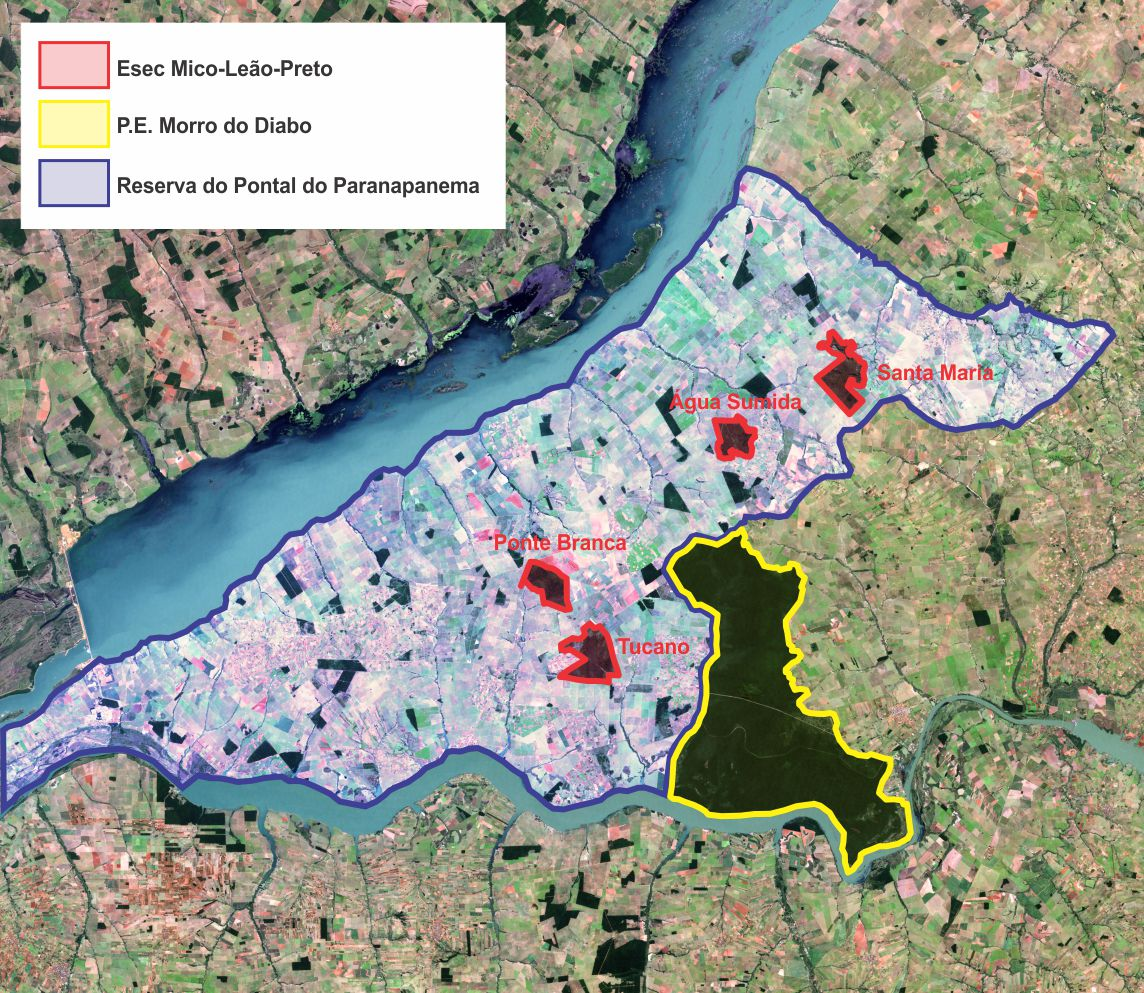
Embalse de Porto Primavera, presa en la zona norte.
Azul claro: Gran Reserva Pontal, mayormente deforestada.
Pequeñas áreas negras y rojas: Mico Leão Preto ESEC.
Gran área negra rodeada en amarillo: Morro do Diabo PES

El parque estatal Morro del Diablo (en portugués: Parque Estadual Morro do Diabo) es un parque estatal en el estado de São Paulo, Brasil. Protege un área de Bosque Atlántico en una región que ha perdido la mayor parte de su cobertura forestal durante el siglo XX, y protege al endémico tití león negro, en peligro de extinción.

## Ubicación
El parque estatal Morro del Diablo se encuentra en el municipio de Teodoro Sampaio, en la región del Pontal do Paranapanema, a 687 kilómetros de la capital paulista. Tiene una superficie de 33.845,33 hectáreas. El parque tiene vegetación estacional semicaduca tropical. El parque permite a los visitantes tener un contacto directo con la naturaleza de una manera sostenible, y apoya la educación ambiental y la investigación científica. El parque formaría parte del propuesto Corredor Trinacional de Biodiversidad, que tiene como objetivo proveer conexiones forestales entre unidades de conservación en Brasil, Paraguay y Argentina en la ecorregión del Alto Paraná.

## Entorno
El parque conserva una de las últimas áreas extensas del bosque del altiplano del país, con los ecosistemas regionales originales. El clima es del tipo subtropical húmedo CWA. La lluvia se da mayormente en el verano, con un promedio de 1.100 a 1.300 milímetros (43 a 51 pulgadas). Las temperaturas diarias promedio varían de 13 °C (55 °F) de mayo a agosto a 32 °C (90 °F) de enero a marzo, con una temperatura media anual de 21 °C (70 °F). El parque conserva una zona de Bosque Atlántico en buen estado. Tiene una gran reserva de árboles de Aspidosperma polyneuron (portugués: peroba-rosa), importante para la reforestación y recuperación de áreas degradadas. Es el hogar de especies amenazadas como el tapir, el pecarí, el mono aullador, el puma y el jaguar, y uno de los más amenazados de todos los primates, el tamarin de león negro, con unos 1.200 miembros de esta especie.

## Historia
La ocupación europea de la región del Pontal do Paranapanema comenzó en serio cuando el ferrocarril de Sorocabana llegó al río Paraná en 1917. Se construyeron centros urbanos a lo largo del ferrocarril y comenzó la tala intensiva, seguido por el cultivo de café, algodón, cacahuetes y ganado. El gobierno estatal creó la Reserva Forestal del Morro do Diabo en 1941, ahora el Parque Estatal Morro do Diabo. En 1942 se crearon la Gran Reserva Pontal de 247.000 hectáreas (610.000 acres) y la Reserva de la Laguna de São Paulo. A lo largo de los años que siguieron a la formación de estas dos reservas fueron invadidas por ocupantes ilegales y deforestadas, a menudo con apoyo gubernamental. La reserva forestal se convirtió en un parque estatal en 1986.
El 2 de octubre de 2008 se publicaron normas de pesca que cubren las áreas de conservación y sus zonas de amortiguamiento en la cuenca del río Paraná. El Parque Estatal Morro do Diabo, el Parque Estatal Río do Peixe, el Parque Estatal Río Aguapeí, la Estación Ecológica Mico-Leão-Preto, el Parque Estatal Ivinhema, el Parque nacional de Isla Grande, la Estación Ecológica Caiuá y el Parque nacional de Iguazú.